# اچ‌دی ۱۶۹۸۳۰
اچ‌دی ۱۶۹۸۳۰ یک ستاره است که در صورت فلکی کمان قرار دارد.